# 布羅什島
布羅什島是俄羅斯的島嶼，屬於法蘭士約瑟夫地群島的一部分，位於格里利島以北的北冰洋，由阿爾漢格爾斯克州負責管轄，毗鄰庫恩島和凱恩島。